# Yared Zeleke
Yared Zeleke es un director de cine etíope de Adís Abeba. Su primer largometraje, Lamb, se proyectó en la sección Un certain regard en el Festival de Cannes de 2015. Es la primera película de Etiopía que ha sido seleccionada en la historia del festival.